# سبا ۱۱۹۶
سیارک ۱۱۹۶ (به انگلیسی: 1196 Sheba، نامگذاری:1931KE) هزار و صد و نود و ششمین سیارک کشف شده‌است که در ۲۱ مه ۱۹۳۱ کشف شد.
قدر مطلق سیارک برابر ۱۰٫۲۶ است.